# Эффект Лутца — Келкера
Эффект Лутца—Келкера, смещение Лутца—Келкера (англ. Lutz–Kelker bias) — систематическое смещение (систематическая погрешность), возникающее вследствие предположения о том, что количество наблюдаемых звёзд возрастает прямо пропорционально квадрату расстояния. В частности, данное смещение приводит к тому, что измеренные значения параллакса звёзд оказываются выше истинных значений. При измеренном параллаксе и его неопределённости как более близкие, так и более далёкие звёзды в пределах неопределённостей попадают в один и тот же интервал значений параллаксов. Но в сферических слоях на больших расстояниях расположено больше объектов, что приводит к смещению результатов измерений, вследствие чего, например, вычисляемые значения светимостей и расстояний окажутся заниженными. Первое описание эффекта было дано в статье Томаса Лутца (англ.  Thomas E. Lutz) и Дугласа Келкера (англ.  Douglas H. Kelker). Существование данного смещения  и необходимость коррекции оценок измеренных величин стали особо актуальными после высокоточных измерений параллаксов, осуществлённых спутником Hipparcos.
При данном значении параллакса и известной неопределённости звёзды как более близкие, так и более далёкие, вследствие неопределённости измерения могут оказаться имеющими одинаковое значение измеренного параллакса. Если предположить однородное распределение звёзд, то количество звёзд в расчёте на единицу параллакса будет пропорционально {\displaystyle 1/p^{4}} (здесь {\displaystyle p} показывает истинное значение параллакса), и, следовательно, на больших расстояниях в единичную сферическую оболочку попадёт большее количество звёзд. В результате у большего количества звёзд истинное значение параллакса будет меньше, чем наблюдаемое. Следовательно, измеренный параллакс будет систематически смещаться в сторону большего значения, чем истинное. При этом полученное значение светимостей и расстояний окажется заниженным, что в дальнейшем может сказаться на других методах оценки расстояний, по светимостям.
Метод коррекции, предложенный Лутцом и Келкером, применим только в случае справедливости трёх предположений. Стандартное отклонение должно быть много меньше среднего значения, поскольку в противном случае возможно возникновение отрицательных расстояний. Наблюдаемые объекты должны быть равномерно распределены в пространстве, так что количество объектов на расстоянии d пропорционально d2. Также наблюдаемые объекты должны быть достаточно яркими для того, чтобы быть доступными для наблюдения в пределах рассматриваемых расстояний.

## Математическое описание

### Первоначальное описание

#### Функция распределения
С математической точки зрения смещение Лутца-Келкера возникает из зависимости количественной плотности от наблюдаемого параллакса, что можно выразить с помощью условной вероятности измерения параллакса. Предположим, что наблюдаемый параллакс имеет нормальное распределение относительно истинного параллакса вследствие ошибок измерения. Тогда мы можем записать функцию распределения условной вероятности измеренного параллакса {\displaystyle p_{o}}, если истинное значение параллакса равно {\displaystyle p}:
{\displaystyle g(p_{o}|p)={\dfrac {1}{\sqrt {2\pi \sigma }}}\exp {{\Big (}{\dfrac {-(p_{o}-p)^{2}}{2\sigma ^{2}}}{\Big )}}}
Поскольку в задачах определяется истинное значение параллакса по наблюдениям, то необходимо вывести условную вероятность истинного параллакса {\displaystyle p} при имеющемся наблюдаемом параллаксе {\displaystyle p_{o}}. При первоначальном рассмотрении явления Лутцом и Келкером данная вероятность, согласно теореме Байеса, была представлена в виде
{\displaystyle g(p|p_{o})={\dfrac {g(p_{o}|p)\ g(p)}{g(p_{o})}},}
где {\displaystyle g(p)dp} и {\displaystyle g(p_{o})dp_{o}} — априорные вероятности истинного и наблюдаемого параллакса, соответственно.

#### Зависимость от расстояния
Плотность вероятности обнаружения звезды с видимой звёздной величиной {\displaystyle m} на расстоянии {\displaystyle s} можно записать в виде
{\displaystyle h(s|m)={\dfrac {h(m|s)\ h(s)}{h(m)}}}
{\displaystyle h(m|s)} будет зависеть от функции светимости звезды, связанной с абсолютной звёздной величиной объекта. {\displaystyle h(m)} является функцией плотности вероятности видимой звёздной величины, не зависящей от расстояния. Вероятность того, что звезда находится на расстоянии {\displaystyle s}, пропорциональна  {\displaystyle s^{2}}, так что
{\displaystyle h(s)\propto n(s)\ s^{2}}
Если предположить равномерное распределение звёзд в пространстве, то количественная плотность {\displaystyle n(s)} будет постоянной, поэтому можно переписать выражение в виде
{\displaystyle g(p)\ dp=h(s|m)\ {\Bigg |}{\dfrac {\partial s}{\partial p}}{\Bigg |}_{m}\ dp\propto s^{2}{\Bigg |}{\dfrac {\partial s}{\partial p}}{\Bigg |}_{m}dp}, где {\displaystyle s=1/p}.
Поскольку мы рассматриваем распределение вероятности истинного значения параллакса на основе фиксированного наблюдаемого параллакса, мы можем сделать вывод, что для распределения справедлива пропорциональность
{\displaystyle g(p|p_{o})\propto g(p|p_{o})\ p^{-4}}  и, следовательно,
{\displaystyle g(p|p_{o})\propto {\dfrac {1}{p^{4}}}\exp {\Big (}{-{\dfrac {(p-p_{o})^{2}}{2\ \sigma ^{2}}}}{\Big )}}

#### Нормализация
Условная вероятность для истинного значения параллакса на основе наблюдаемого параллакса расходится вблизи нуля для истинного параллакса. Следовательно, нельзя нормировать данную вероятность. Следуя первоначальному описанию смещения, мы можем ввести нормализацию, учтя наблюдаемый параллакс, как
{\displaystyle g(p|p_{o})\propto {\Big (}{\dfrac {p_{o}}{p}}{\Big )}^{4}\ \exp {\Big (}{-{\dfrac {(p-p_{o})^{2}}{2\ \sigma ^{2}}}}{\Big )}}
Включение {\displaystyle p_{o}} не меняет пропорциональность, поскольку является фиксированной константой. does not affect proportionality since it is a fixed constant. При такой нормализации мы получим вероятность 1 при равенстве истинного параллакса и наблюдаемого вне зависимости от ошибок измерения. Следовательно, можно ввести безразмерный параллакс {\displaystyle Z:=p/p_{o}} и получить безразмерное распределение истинного параллакса
{\displaystyle G(Z)\propto Z^{-4}\ \exp {\Big (}{-{\dfrac {(Z-1)^{2}}{2\ (\sigma /p_{o})^{2}}}}{\Big )}}
Здесь {\displaystyle Z=1} означает точку, в которой измеренный параллакс совпадает с истинным, то есть распределение вероятности должно иметь центр в данной точке. Однако такое распределение вследствие наличия множителя {\displaystyle Z^{-4}} будет отклоняться от точки {\displaystyle Z=1} в сторону меньших значений. Это и есть проявление систематического смещения Лутца-Келкера. Значение смещения определяется значением {\displaystyle \sigma /p_{o}}, неопределённостью измерения параллакса.

## Исследование эффекта

### Первоначальное объяснение
Изначально считалось, что смещение Лутца-Келкера можно объяснить только наличием неопределённости измерения параллаксов. В результате зависимости параллакса от распределения звёзд меньшие неопределённости наблюдаемого параллакса приведут к малому смещению относительно истинного значения. Чем выше неопределённость, тем сильнее будет систематическое отклонение наблюдаемого параллакса относительно истинного. Большие ошибки в измерении параллакса проявятся в вычислении светимостей, что даст возможность отследить наличие больших неопределённостей. В первоначальном описании эффекта смещение считалось значимым, когда неопределённость наблюдаемого параллакса {\displaystyle \sigma } становилась близка к 15% от измеряемой величины, {\displaystyle p_{o}}. Утверждалось, что если неопределённость параллакса составляет по крайней мере 15–20%, то смещение оказывается настолько существенным, что мы теряем большую часть информации о параллаксе и расстоянии. Ряд последующих работ опроверг этот вывод, поскольку к смещению могли приводить и другие факторы. Считается, что для большинства звёздных систем смещение не настолько сильное, насколько считалось изначально.

### Последующие исследования
Во многих работах исследовалось само явление смещения, его наличие и способы внесения поправок. В некоторых статьях утверждалось, что предположение об однородном распределении звёзд может быть неприменимым в зависимости от выбора звёздной подсистемы. Более того, различное распределение звёзд в пространстве наряду с наличием ошибок измерения приведёт к различным видам смещения. Таким образом, смещение зависит от выборки звёзд и распределения ошибок измерения, хотя понятие смещения Лутца-Келкера применяется в целом для описания явления для произвольной выборки звёзд. Также неизвестно, как согласуются другие источники ошибок и смещений (например, сдвиг Малмквиста) со смещением Лутца-Келкера: усиливают ли они общее смещение или, наоборот, смещают оценку в противоположные стороны.
Недавно исследования наличия эффекта Лутца-Келкера стали особенно важны в свете высокоточных измерений, проводимых в рамках миссии Gaia, при учёте возможного различия функций распределения ошибок измерений. По-прежнему важно с осторожностью относиться к влиянию смещения при отборе образцов, поскольку распределение звёзд, как ожидается, будет неоднородным на больших масштабах расстояний. В результате возникает вопрос, применимы ли методы коррекции, включая поправку Лутца-Келкера, предложенную в первоначальной работе, к данной выборке звёзд, поскольку ожидается, что эффекты будут зависеть от распределения звёзд. Более того, если следовать исходному описанию и зависимости смещения от погрешностей измерения, ожидается, что влияние смещения будет ниже из-за более высокой точности современных инструментов, таких как Gaia.